# Cirrus mammatus

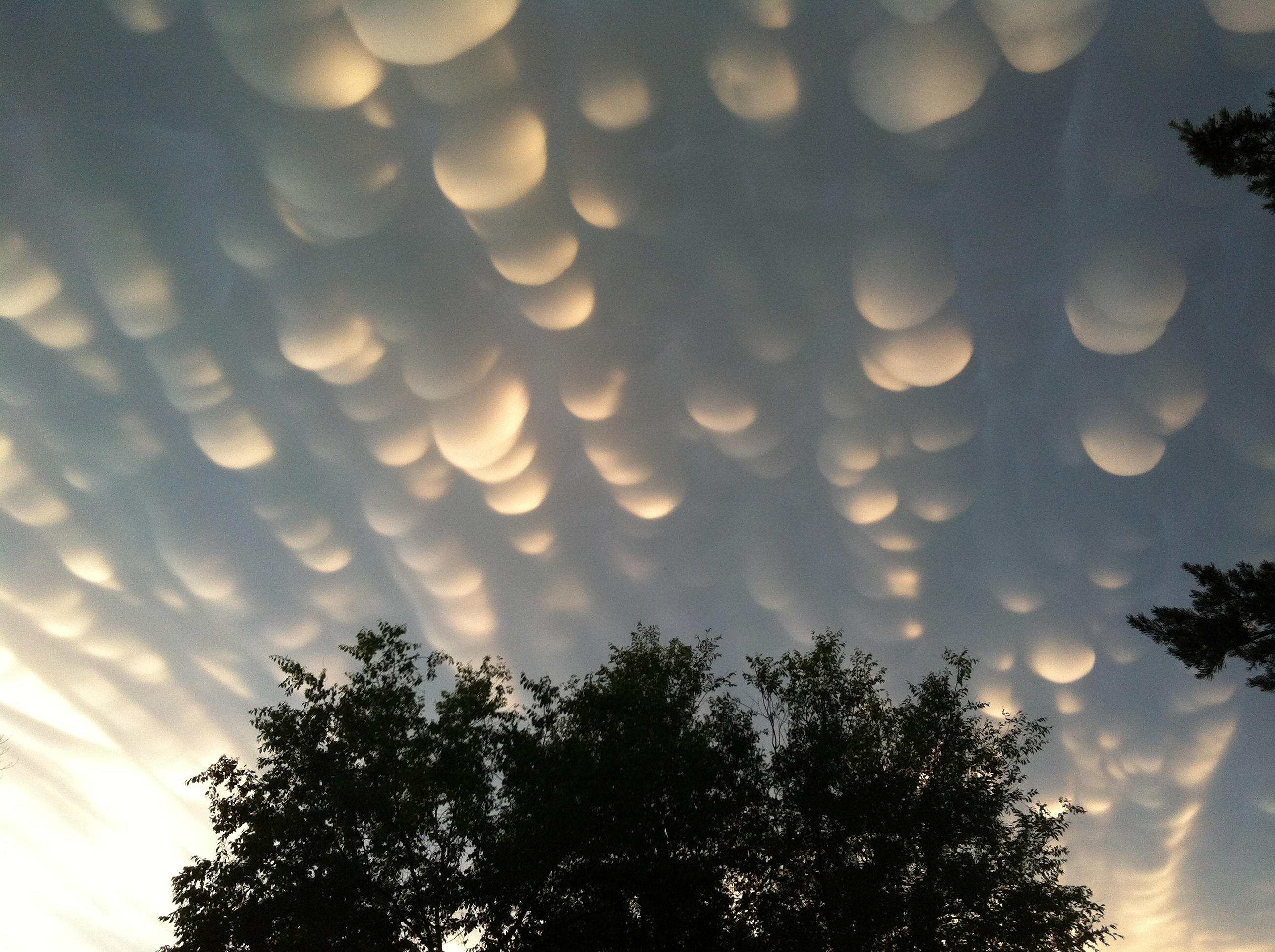
Cumulonimbus mammatus

Mammatus, também conhecida como nuvens mammatucumulus (significa "nuvens mamas" ou "nuvens peitos"), é um termo meteorológico aplicado a padrão nas formações nas bases das nuvens cirrus, cumulonimbus, cirrocumulus, stratocumulus, altocumulus, é altostratus, dando-lhes um formato arredondado. O nome Mammatus é derivado do Latim, e seu significado é úbere ou peito, devido às semelhanças entre a forma destas nuvens e a forma das mamas das mulheres.

## Características
As nuvens mammatus estão frequentemente associadas com as nuvens bigornas e também com a aproximação de uma tempestade severa. Elas geralmente se estendem na base das Cumulonimbus, mas também podem ser encontradas nas, altocumulus, altostratus, estratocumulus e nas cirrus, bem como nas nuvens de cinzas vulcânicas. Nos Estados Unidos, observadores podem ser mais familiarizados com a Mammatus cumulonimbus, que são muito distintas e mais comuns. Quando as mammatus surgem nas cumulonimbus, são frequentemente indicativos de tempestades muitos fortes. Existe um mito que diz que as nuvens mammatus são encontradas antes de um tornado, mas é falso. Devido as circunstâncias em que a Mammatus aparecem, o trafego aéreo é alertado para a possibilidade de fortes turbulências na região. As nuvens mammatus podem aparecer com uma aparência lisa ou irregular, e podem ainda serem opacas ou translúcidas. Elas podem aparecer como varios grupos, ou enfileiradas, estendendo-se por vários quilômetros. Os tamanhos variam de pequenas, médias ou grandes. O tamanho em comprimento pode chegar de 1 km a 3 km e a altura pode chegar a 500 metros. Uma parte arredondada separada do todo pode durar uns 10 minutos, enquanto que o grupo pode durar de 15 minutos a algumas horas. Elas geralmente são compostas de gelo, mas também podem ter uma mistura de gelo e água ou ainda serem inteiramente constituídas de água.

## Gallery

Mammatus clouds
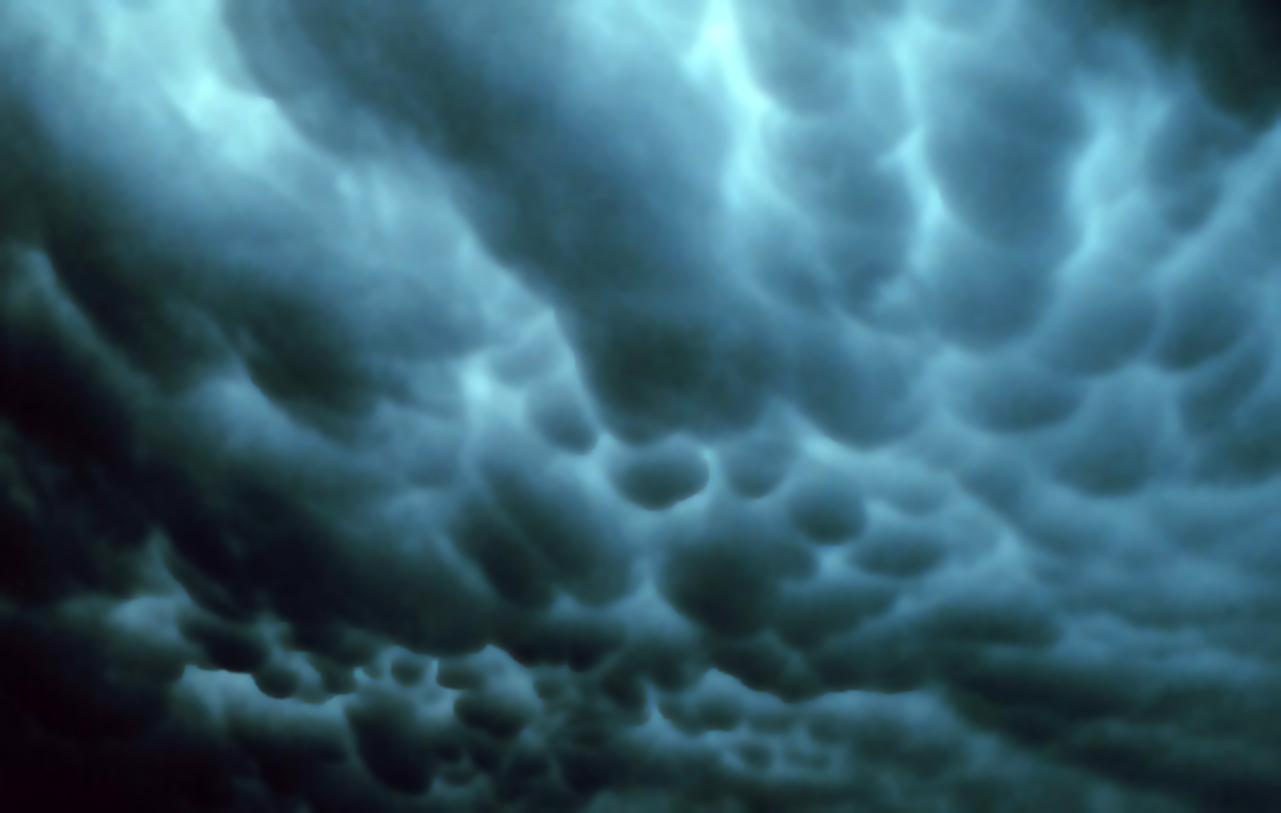
Mammatus na Cidade de Tulsa, Oklahoma, 1973
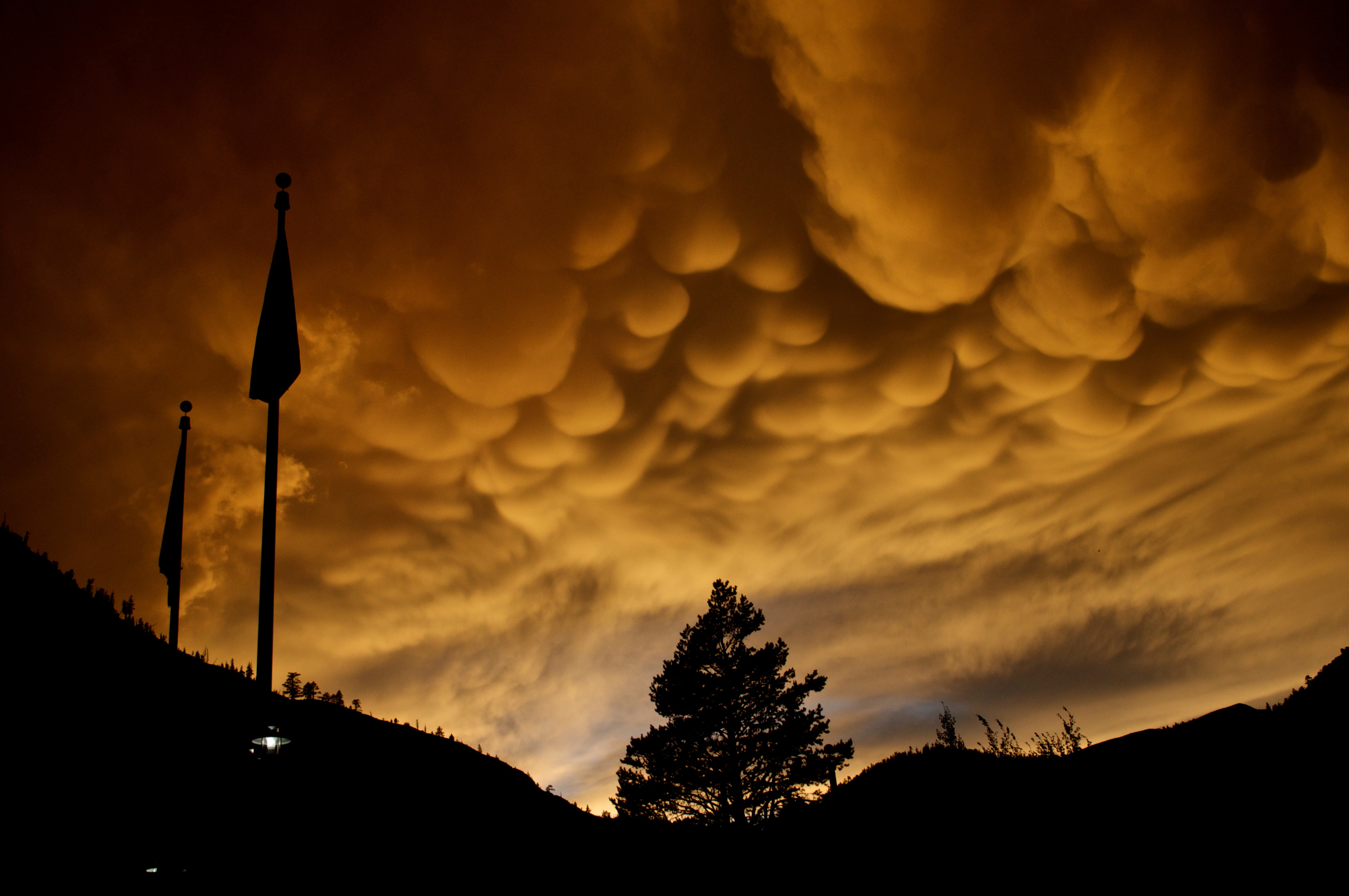
Mammatus em Squaw Valley Ski Resort, ''Olympic Valley'', California
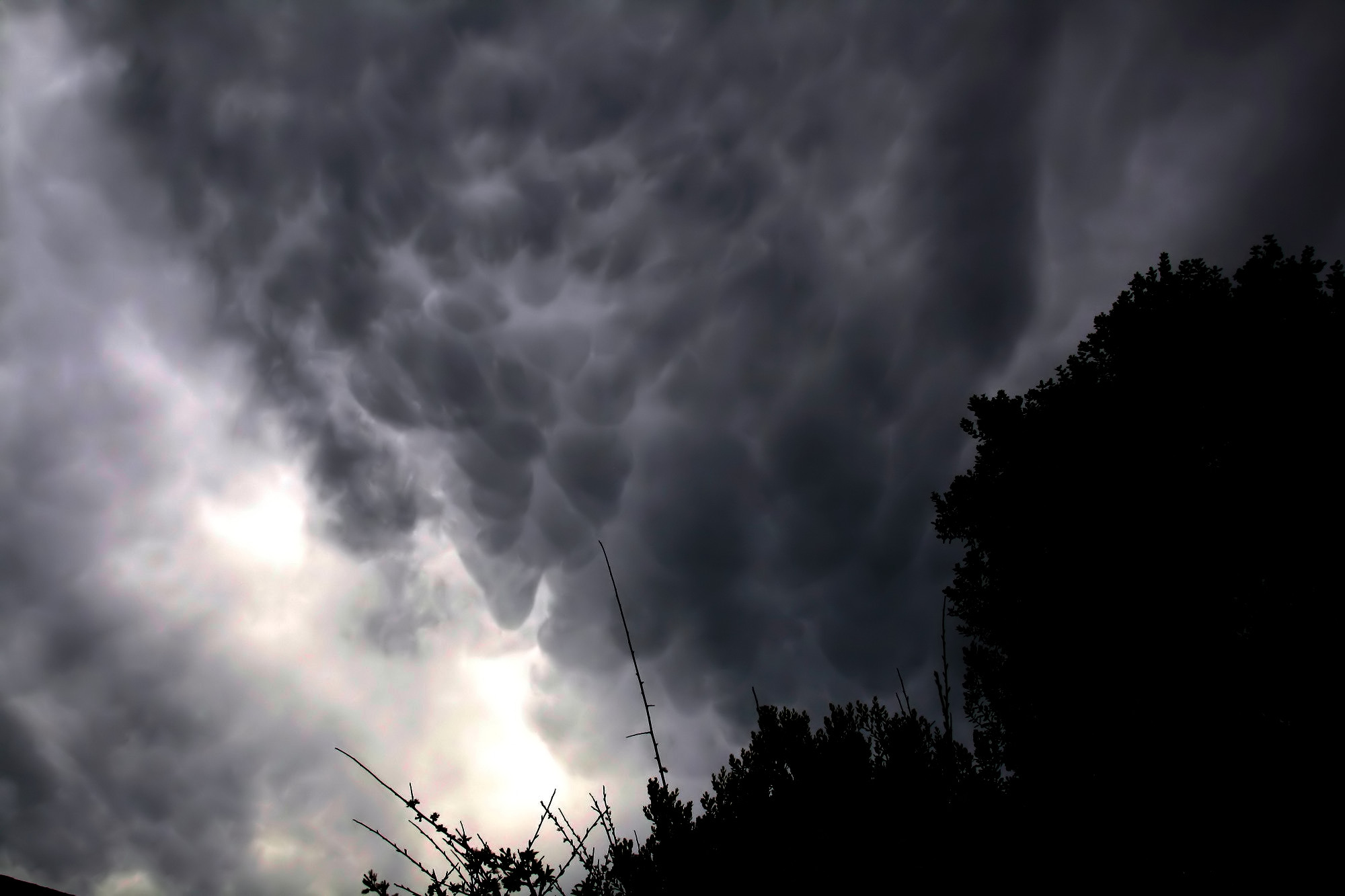
Mammatus em ''San Francisco'', California
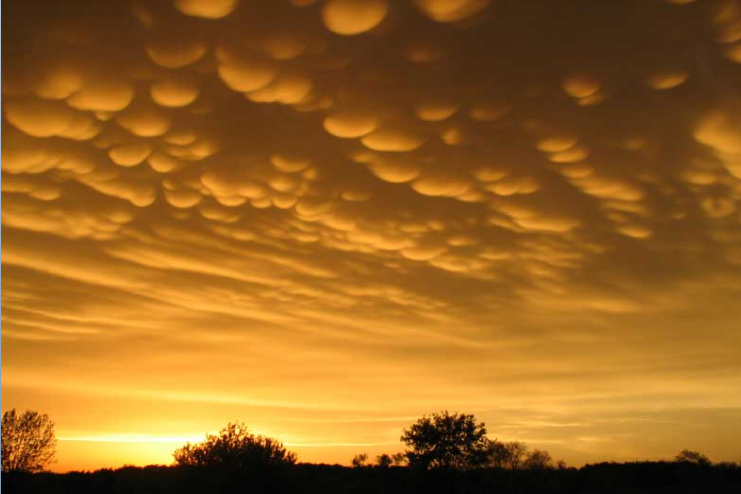
Mammatus se formando em Minnesota em 2005
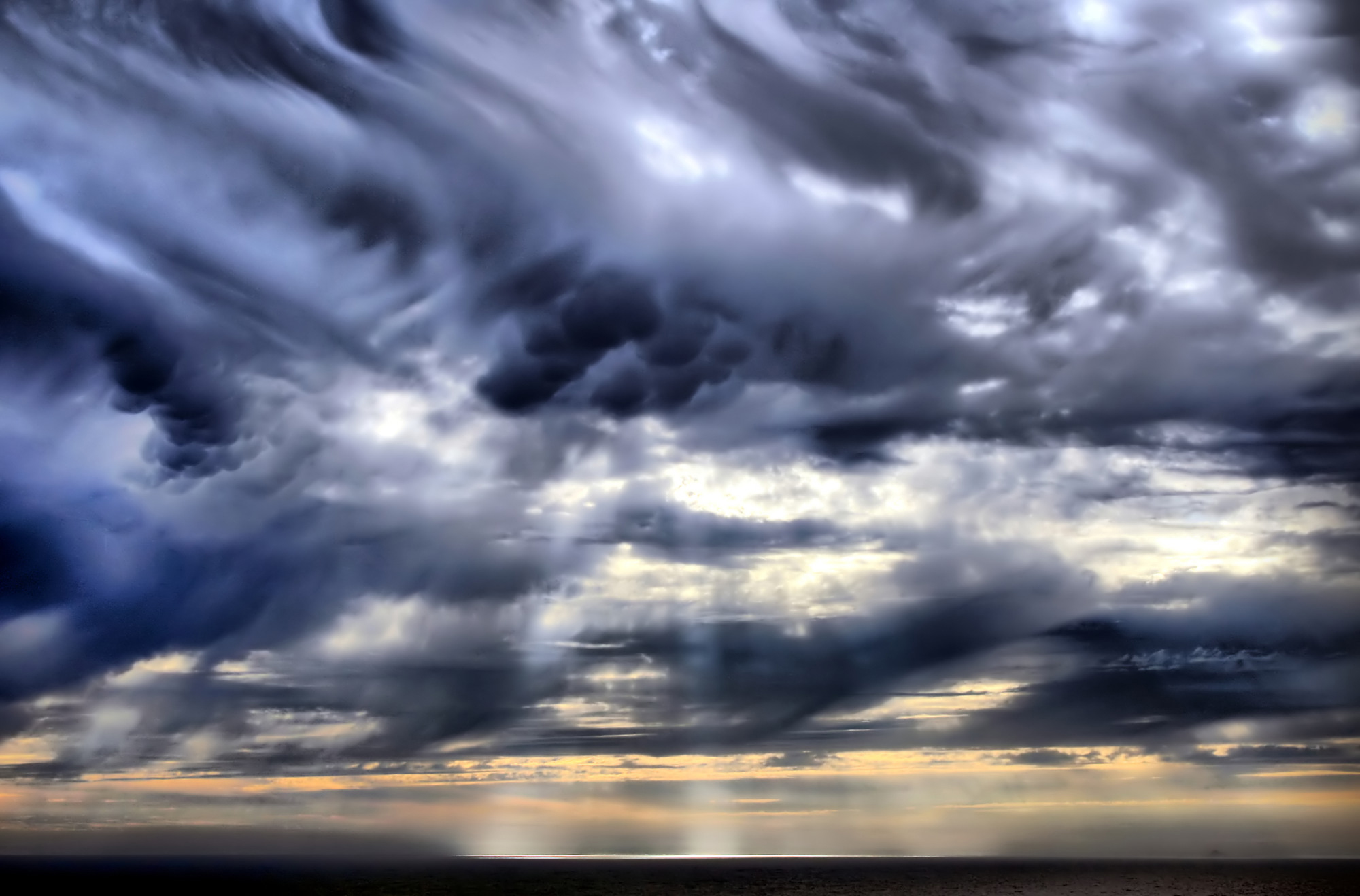
Mammatus e Raios crepusculares sobre a Baía de ''San Francisco''
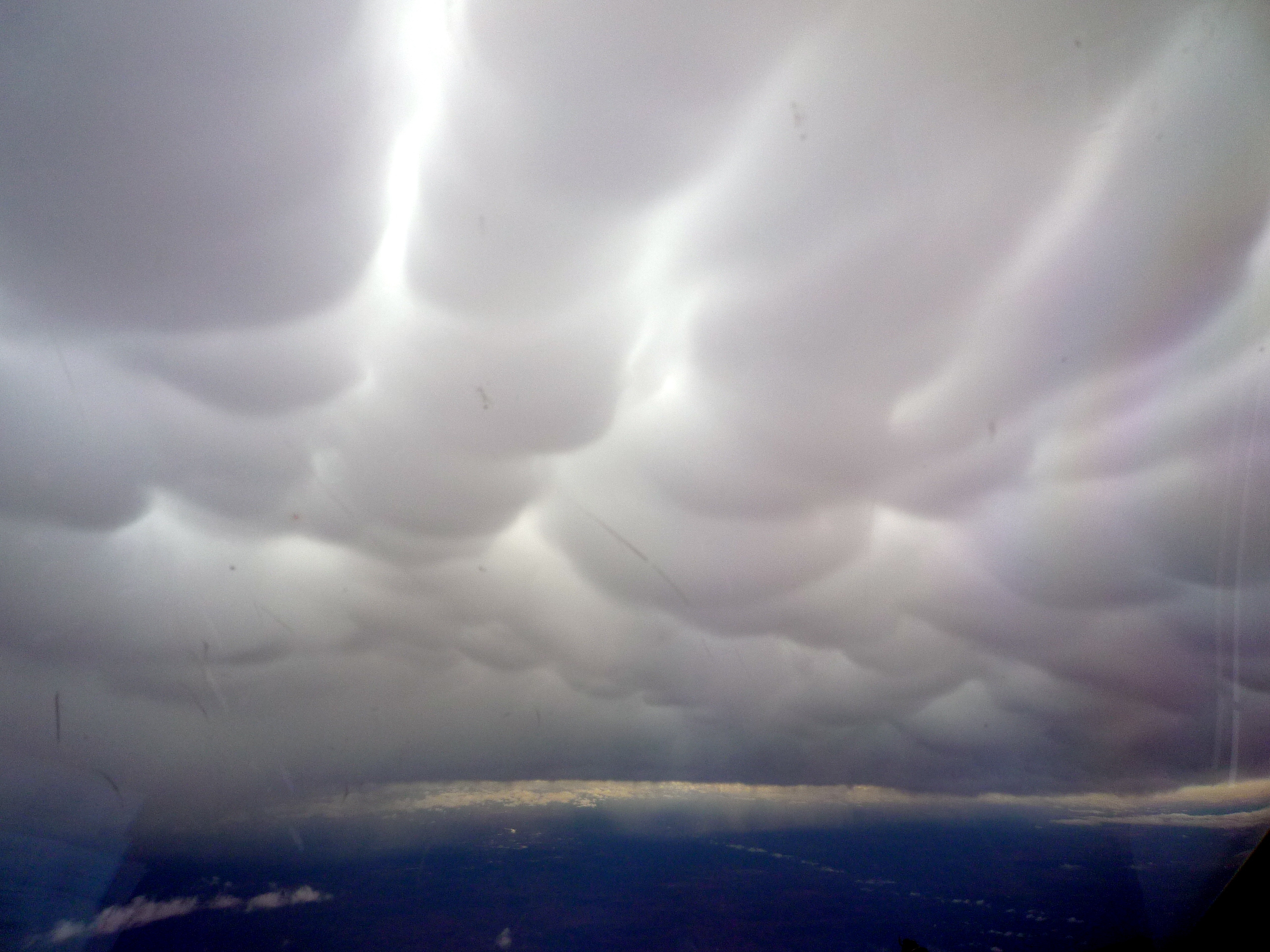
Mammatus fotografado através de um avião em ''New South Wales'', Australia, 2008. Aparentando uma tempestade, mas apenas turbulência foi registrado.
Mammatus em ''Chita, Zabaykalsky Krai'', Rússia, em de Junho 2011 logo após uma chuva.Mammatus em ''Chita, Zabaykalsky Krai'', Rússia, em de Junho 2011 logo após uma chuva.

## ligações Externas
- Vídeo sobre a formação de um Mammatus
- Cirrus mammatus como bolsões
- Cirrus mammatus
- Cirrus mammatus no Reino Unido